# Bashir Gemayel
Bashir Gemayel (Beiroet, 10 november 1947 – aldaar, 14 september 1982) was een Libanese militair, politicus en maronitisch christen. Hij werd verkozen tot president in 1982, maar werd vermoord nog voor hij zijn eed als president had kunnen afleggen.
Gemayel was de zoon van Pierre Gemayel, die in 1936 de Falangistische Kataebpartij had opgericht. Bashir werd in 1962 ook lid van deze partij. Hij stond onder andere aan het hoofd van de privé-militie van de partij, die de PLO en de Hezbollah-milities in het zuiden van Libanon bestreed en ontving hiervoor aanzienlijke financiële steun van Israël.
Deze militie bevocht ook de Syrische troepen die tijdens de Libanese burgeroorlog van 1975-1990 in het land waren. Tijdens dit conflict viel Israël in 1982 Libanon binnen. Gemayel steunde Israël niet openlijk, maar door de aard van zijn operaties was het duidelijk dat hij Israël niet ongenegen was. Dit zou hem niet populair maken bij de islamitische Libanezen. In 1982 was hij de enige kandidaat voor het presidentschap van Libanon, een functie die voorbehouden is aan een Maronitische christen. Toch werd hij op 23 augustus 1982 in de Nationale Assemblee verkozen met de kleinste meerderheid ooit: 57 stemmen van de 92.

## Moord
Gemayel kwam op 34-jarige leeftijd om het leven door een bomaanslag op het partijhoofdkwartier in Beiroet op 14 september 1982. Gepland was dat hij op 23 september de eed als president zou afleggen. Bij de aanslag, vermoedelijk in opdracht van de Syrische geheime dienst gepleegd door Habib Shartouni, lid van de Syrische Socialistische Nationale Partij en eveneens een  Maronitische christen, kwamen ook 25 anderen om het leven. De aanslag op zijn leven past in een lange rij van aanslagen in Libanon.
Zijn broer Amin Gemayel (1942) volgde hem op als president. Zijn echtgenote, Solange Gemayel, stichtte de Bashir Gemayel Stichting die zijn politieke erfenis levend wil houden. Als wraak voor de moord op Bashir Gemayel werd een bloedbad aangericht in de Palestijnse vluchtelingenkampen Sabra en Shatila.

## Galerij

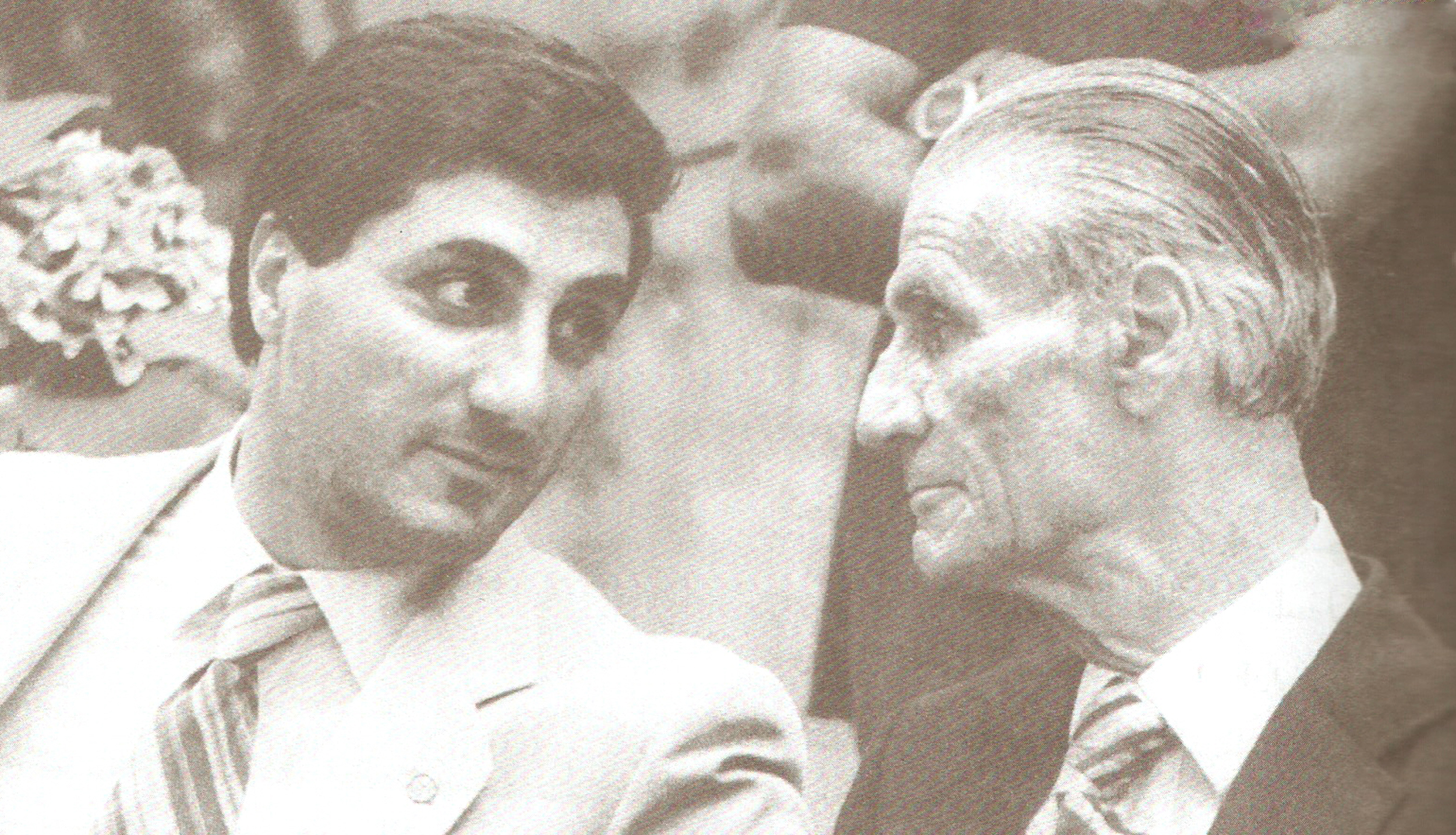
Bachir met zijn vader Pierre
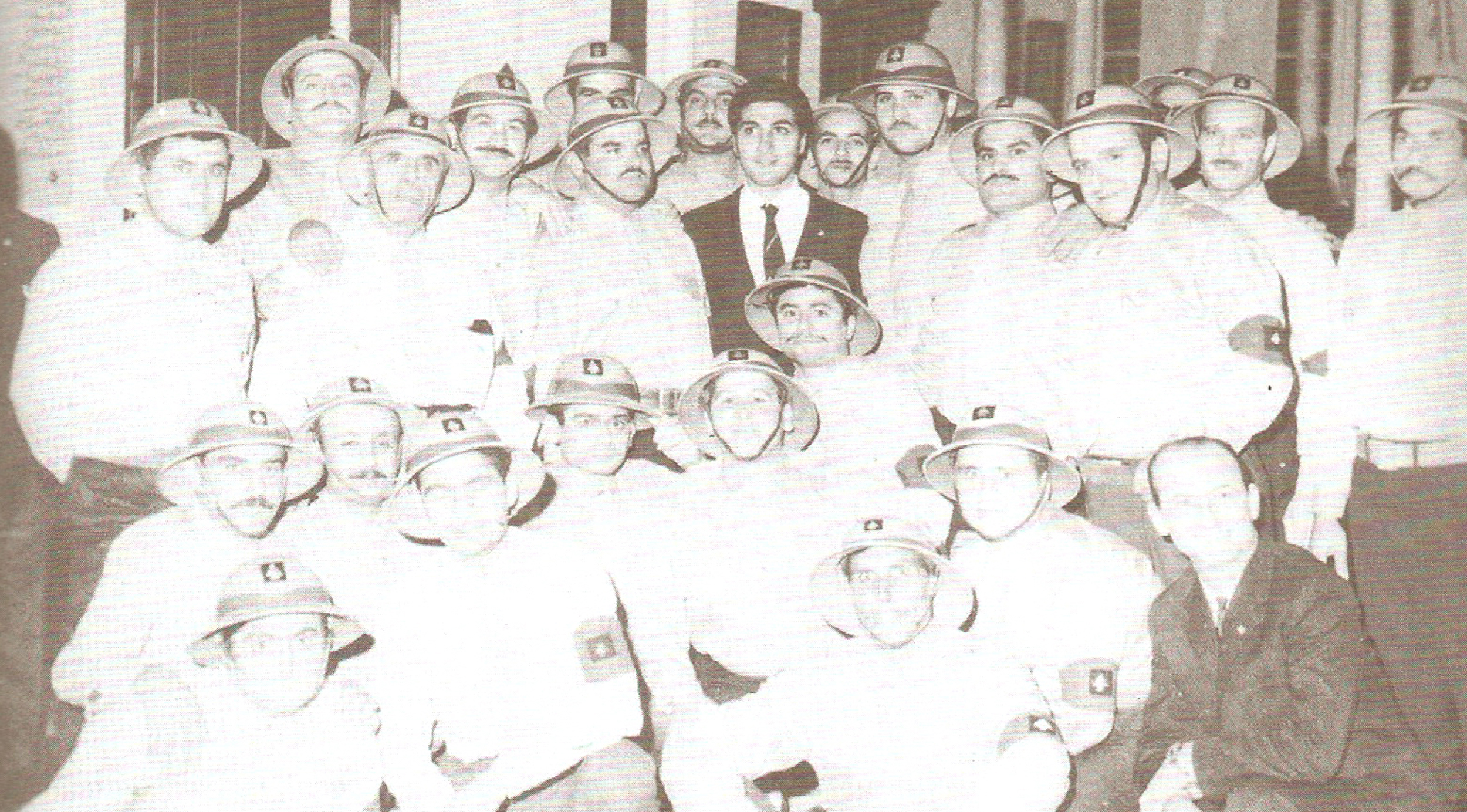
Bachir met de Kataeb Regulatory Forces
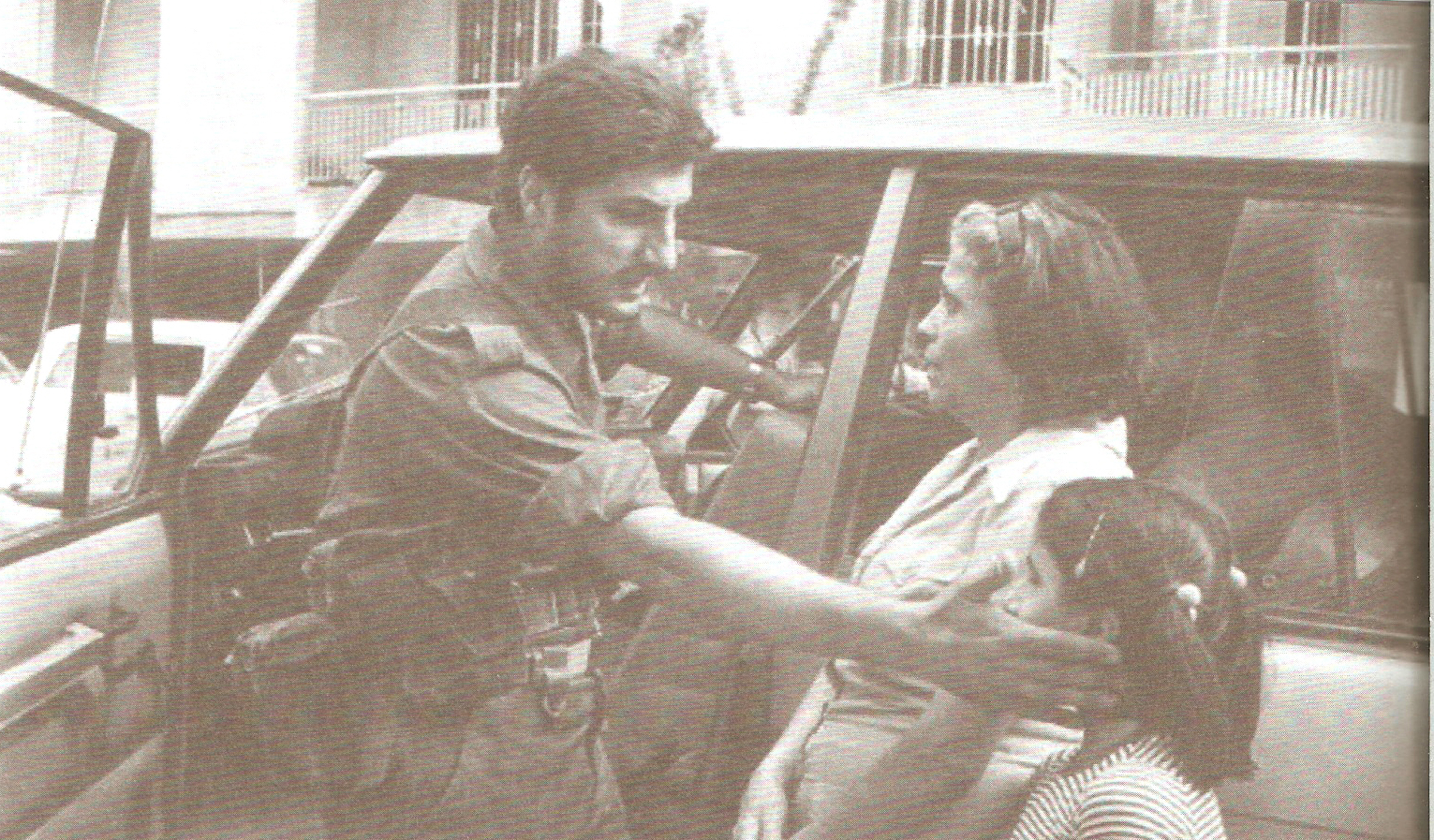
Bachir op straat